# Igreja de São José de Botas de Ouro
A Igreja de São José de Botas de Ouro é um igreja localizada no Sítio São José, no município de Tamandaré, em Pernambuco, Brasil.
Erguida em homenagem a São José de Botas de Ouro, a sua construção remonta do final do Século XVIII, início do Século XIX, em área particular pertencente aos herdeiros de Nestor de Medeiros Accioly. Em estilo colonial português (Barroco), em seu frontispício encontra-se o brasão de São José de Botas, constituído por um serrote, régua, compasso e esquadro.
Em 24 de Dezembro de 1999 foi tombada e após recuperação parcial com recursos próprios e ajuda da comunidade, retomou as atividades religiosas, após um período de mais de quarenta anos de abandono, com a celebração de um Ato Ecumênico em 18 de Março de 2001.